# Christian Fittipaldi
Christian Fittipaldi (n. 18 ianuarie 1971, São Paulo) a fost un pilot brazilian de Formula 1 care a evoluat în Campionatul Mondial între anii 1992 și 1994.

## Cariera în Formula 1
| Sezon | Echipă        | Puncte | Loc clasament general |
| ----- | ------------- | ------ | --------------------- |
| 1992  | Minardi Team  | 1      | 18                    |
| 1993  | Minardi Team  | 5      | 14                    |
| 1994  | Footwork Ford | 6      | 15                    |